# Johann Gotthelf Richter
Johann Gotthelf Richter (* 13. Januar 1778 in Görlitz; † 24. Februar 1839 ebenda) war ein deutscher Jurist.

## Leben
Johann Gotthelf Richter wurde als jüngster Sohn des Ratskanzlisten Johann Christoph Richter und dessen Ehefrau Maria Dorothea geboren. Er hatte noch fünf Brüder und eine Schwester.
Johann Gotthelf Richter besuchte das Gymnasium in Görlitz unter dem Rektor Johann Friedrich Neumann (1737–1802), der ihn auch als Privatlehrer unterrichtete. Aufgrund seiner guten schulischen Ergebnisse verließ Johann Gotthelf Richter das Gymnasium ein Jahr früher. 1798 kam er zur Universität Wittenberg, um dort ein Studium der Rechtswissenschaften aufzunehmen, Vorlesungen hatte er bei Ernst Friedrich Pfotenhauer und 1802 schloss er das Studium erfolgreich ab.
1803 wurde er zur Advokatur zugelassen und durfte auch vor dem Oberamt in Budissin praktizieren. Nach dem Wiener Frieden vom 18. Mai 1815 fand Johann Gotthelf Richter eine Anstellung bei der Königlich-Preußischen Kommission, die mit dem Königreich Sachsen die auferlegten Gebietsabtretungen und Neufestsetzungen der Grenzen regulieren sollte. Seine Anstellung endete zwar 1816, aber aufgrund seiner Leistungen in der Königlich-Preußischen Kommission wurde er am 16. November 1816 zum Justizkommissar zur Prozesspraxis bei den Gerichten in der Oberlausitz ernannt und zugleich Notarius publicus (= Person, die eine behördliche Verfügung zur Überwachung bestimmter Fragen im Zusammenhang mit Dokumenten, Autorisierungen, Zertifikaten und mehr erhalten hat) in dem Department des Königlichen Oberlandesgerichts in Glogau. Am 10. Dezember 1816 wurde er zum Assessor beim Land- und Stadtgericht in Goldberg ernannt. Am 17. Juni 1822 erfolgte die Versetzung als Gerichtsrat zum Landgericht in Görlitz. Dort blieb er bis zu seinem Tod und wurde noch 1836 der Nachfolger des Direktors Krause am Königlichen Land- und Stadtgericht in Görlitz.
1803 heiratete er in erster Ehe Maria Dorothea Fricke aus Dresden, mit der er zwei Töchter hatte. Sie verstarb 1812. In zweiter Ehe war er mit Friederike Steinmetz aus Dresden verheiratet, die bereits kurz darauf verstarb, in dieser Zeit verlor er in einigen wenigen Jahren zwanzig nahe Angehörige. 1823 war dann die dritte Hochzeit mit der verwitweten Adelheid Baronin von Zollicoffer, geb. von Steinbach.